# 巴利沃纳德莱斯蒙赫斯
巴利沃纳德莱斯蒙赫斯，是西班牙加泰罗尼亚莱里达省的一个市镇。 总面积35平方公里，总人口268人（2001年），人口密度8人/平方公里。